# Atenulf al III-lea Carinola
Atenulf al III-lea, numit Carinola, a fost co-principe longobard de Capua și de Benevento.
Atenulf Carinola și-a început domnia începând din anul 933, când tatăl, Landulf I, și unchiul său, Atenulf al II-lea, l-au numit în funcție. Fratele său mai tânăr, Landulf "cel Roșu" a succedat co-principelui Atenulf în 939 sau 940. Atunci când tatăl său Landulf a murit la 10 aprilie 943, tânărul Landulf ("cel Roșu") i-a alungat pe fratele mai mare, Atenulf din Benevento și pe fiul unchiului Atenulf, Landulf din Capua. Temându-se pentru viețile lor, cei doi au găsit refugiu la principele Guaimar al II-lea de Salerno, iar Landulf "cel Roșu" a rămas principe unic.
Atenulf Carinola a fost căsătorit cu Rotilda, fiica lui Guaimar al II-lea.